# Vlag van Ångermanland

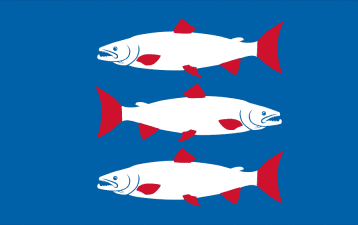
Vlag van Ångermanland

De vlag van Ångermanland is de vlag van Ångermanland, een landschappen in Zweden. De vlag bestaat uit een blauw veld met drie witte atlantische zalmen, waarvan de middelste naar links is gericht, allemaal met een rode vin. Het is een rechthoekige banier van het wapen van deze Zweedse landschap.
Ångermanland werd in de processie bij de begrafenis van Gustaaf Wasa in 1560 vertegenwoordigd door een zalm die over een nette sprong. Tijdens het bewind van Johan III werd dit veranderd in drie zalmen, maar er is ook een variant met drie zalmen en een net. Met drie zalmen werd het wapen in 1885 aangenomen, en toen het in 1991 werd aangenomen, werd de rode vinnen toegevoegd.